# Olmos de la Picaza
Olmos de la Picaza es una localidad española perteneciente al municipio burgalés de Villadiego, en la comunidad autónoma de Castilla y León. Se ubica en la comarca de Odra-Pisuerga.

## Datos generales
Situado a 33 km de Burgos y 5 km al este de la capital del municipio, Villadiego, en la carretera BU-627 que, atravesando Olmos de la Picaza, nos conduce a Villanueva de Argaño, donde conecta con la autovía A-231. Está próximo a Tobar, Villegas y Manciles.

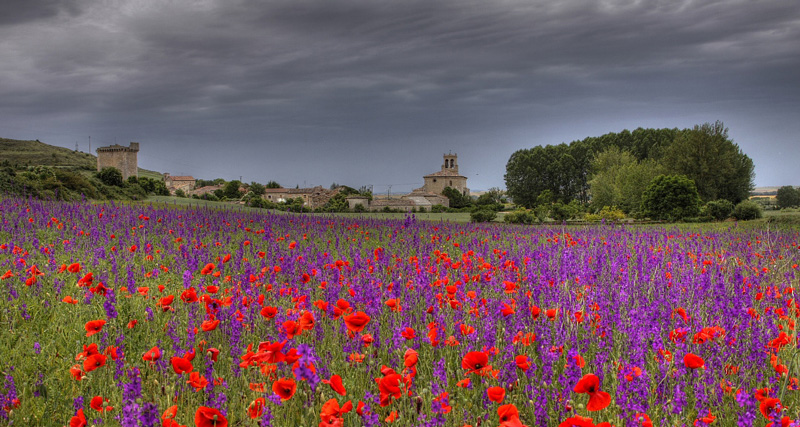
Panorámica de Olmos de la Picaza.

Se trata de una entidad local menor con alcalde pedáneo. Según los datos del INE de 2024, el número de habitantes de Olmos de la Picaza era de 16. Se ve incrementado notablemente por veraneantes en el periodo estival.
Olmos de la Picaza se ubica al pie de un sistema de páramos y frente a la campiña que mira a la Peña Amaya. El pueblo se asienta sobre un vallejo que va bajando y allanándose. La iglesia ocupa el lugar más bajo. En 1826, Miñano recogía que de las dos cuestas (a este y a oeste) en las que está ubicado el pueblo se filtran varios conductos de agua que hacen pantanoso el término.
Situado en terreno montuoso y medianamente productivo, su economía se basa en la agricultura (principalmente el cultivo de cereales) y, en menor medida, en la ganadería.

## Clima
Reina el viento norte con frecuencia y cuenta con un clima bastante frío, con frecuentes temperaturas inferiores a los 10 °C en noches de agosto.

## Historia

### Época Romana
En el término de San Cristóbal (ver Despoblados) hubo una ocupación tardorromana (villae).

### Edad Media
De 1070 a 1082 existió en Olmos de la Picaza un monasterio dedicado a Santa María, San Andrés Apóstol y San Martín, al que los vecinos de Olmos hicieron cuantiosas donaciones. También, muchos nobles caballeros hicieron una célebre donación a este monasterio de Santa María, el 27 de mayo de 1072. Estuvo unido a otro monasterio cercano a Olmos, también dedicado a Santa María, siendo Don Diego el abad de ambos. Más tarde quedaría como parroquia del lugar, tras un intento de su abad Don Diego, de unirlo a la observancia del monasterio de San Pedro de Cardeña.
Aparece citado en 1092, en una donación de Nuño Ansúrez al obispo Gómez Díaz y a la iglesia de Burgos, donde se dona, entre otros:

unam vineam in Ulmos in illo pago de Morales iuxta viam que vadit ad Villa Didaco

Este Ulmus, parece fuera de toda duda que se refiere a Olmos de la Picaza, pues en la misma donación aparecen las localidades cercanas de Susinos del Páramo y de Avellanosa del Páramo.
Ulmus aparece nuevamente citado en 1121-1124 en otra donación:

in suburbio de Villa Didaco, en villa que dicitur Ulmus

Aunque es posible que esta cita anterior se pudiera tratar de una referencia al monasterio de Santa María de Olmos de Pisuerga, la referencia a Villadiego parece indicar que se trata de Olmos de la Picaza.
En 1332, Alfonso XI de Castilla concede al concejo de Olmos de la Picaza un privilegio de varias exenciones y franquezas. En este privilegio recibe ya el nombre de Olmos de la Picaza. El rey, a petición de Lope Ruiz de Villegas, en razón de la pobreza y lo yermo del lugar, por los muchos males que había rescebido fasta aquí de los homes poderosos de aquella tierra... e porque mejor se pueble dicho lugar para nuestro servicio, reduce los pechos de 25 a 17. Da el rey el privilegio en Burgos el 24 de agosto de 1332. Este privilegio fue confirmado en sucesivas ocasiones, la última en 1669.
A mediados del siglo XIV (Libro Becerro de las Behetrías, 1353) pertenecía a la merindad de Villadiego y era lugar de behetría. Tenía por señores naturales, con principalía devisera compartida, a Juan de la Peña, a Gómez, hijo de Día Fernández y a Juan Rodríguez de Villegas, hijo de Lope Ruiz. Diego Hurtado de Mendoza posee en Olmos una torre en la segunda mitad de este siglo. La deja a su esposa, Leonor Lasso de la Vega, pasando en el siglo siguiente a los Fernández Velasco.

### Edad Moderna y Contemporánea

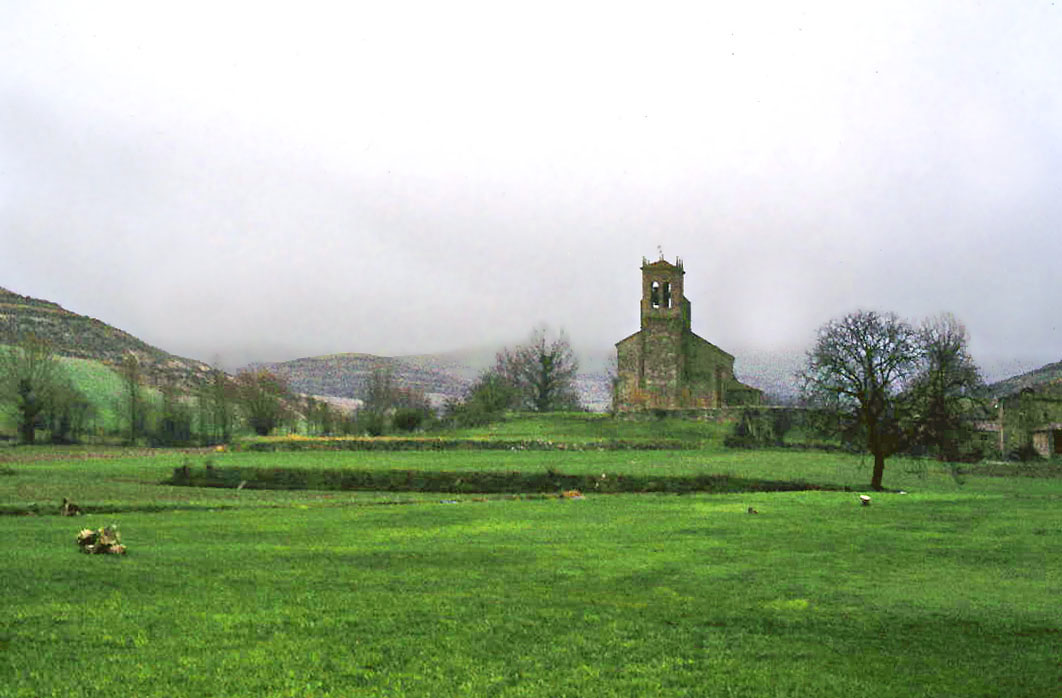
Iglesia parroquial a finales de la década de 1970

Lugar que formaba parte de la Cuadrilla de Olmos en el Partido de Villadiego, uno de los catorce que formaban la Intendencia de Burgos, durante el periodo comprendido entre 1785 y 1833. En el Censo de Floridablanca de 1787 constaba como jurisdicción de señorío, siendo su titular el duque de Frías; alcalde pedáneo.
En 1826 contaba con 38 vecinos y 154 habitantes. En el censo de la matrícula catastral contaba con 19 hogares y 52 vecinos. Madoz lo describe en 1850 como un lugar con ayuntamiento de la provincia, partido judicial, diócesis, audiencia territorial y capitanía general de Burgos. Entre el censo de 1857 y el anterior, este municipio desaparece porque se integra en el municipio de Castromorca. Entre el censo de 1887 y el anterior, aparece este municipio porque cambia de nombre y desaparece el municipio de Castromorca. Según el censo del año 1910 el conjunto del municipio (Olmos, Castromoca y Villanoño) contaba con 353 habitantes. Entre el censo de 1970 y el anterior, este municipio desaparece porque se integra en el municipio de Villadiego.

## Demografía
| Gráfica de evolución demográfica de Olmos de la Picaza entre 1842 y 1960 |
| |
| Población de derecho según los censos de población del INE. Población de hecho según los censos de población del INE.Entre el censo de 1887 y el anterior, aparece este municipio porque cambia de nombre y desaparece el municipio Castromorca. Entre el censo de 1857 y el anterior, este municipio desaparece porque se integra en el municipio Castromorca. Entre el censo de 1970 y el anterior, este municipio desaparece porque se integra en el municipio Villadiego. |

## Monumentos

### Torre de Olmos de la Picaza

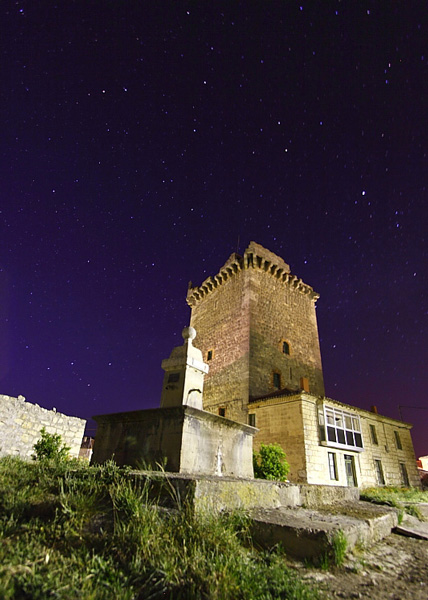
Torre de Olmos de la Picaza.

En el centro del pueblo se erige una torre señorial que no se puede datar con exactitud. Se levanta sobre la cuesta que sube al páramo y domina una amplia llanura. Su origen parece remontarse al siglo XIV, si bien pudieran aparecer referencias a la misma en el siglo XIII. Perteneció a una hija de Diego Hurtado de Mendoza.
Fue adquirida en 1431 por el conde de Haro, pasando a formar parte del mayorazgo de Pedro Fernández de Velasco en 1458 y, más tarde, a Bernandino I Fernández de Velasco (duque de Frías). Es un cubo de mampostería con sillería en sus esquinas, coronado por adarve de matacanes de dos cuerpos sobre canes dobles de sillería (triples en las esquinas) y esbeltas almenas, algo arruinadas. Su planta es cuadrangular de 10,9 x 9,7 m, y se erige con unos 25 m de altura, en cinco plantas. Los huecos originales eran sólo saeteras y troneras de artillería, si bien más tarde se aumentarían con recrecidos de ladrillo y se abrirían huecos adicionales. Adosada a dos de sus lados se construyó ya en el siglo XX una casa de piedra de unos 200 m² incluyendo garaje y almacén, y conectada a la torre. En los dos lados restantes cuenta con unos 60 m² de terreno perimetral. El 22 de abril de 1949 es declarado Monumento nacional (BOE de 5 de mayo de 1949).

### Iglesia de Nuestra Señora de la Asunción
Más gótica que románica, es un templo de transición que puede ser obra del siglo XIII. Algunas características lo vinculan con el último tardorrománico. Guarda cierta relación con la Iglesia de Santiago Apóstol del cercano Villamorón.
La portada es gótica, apuntada, con seis arquivoltas lisas y tejaroz con canes. Está formada por dos naves separadas por arcos sobre pilares de sección de cruz y columnas adosadas. Su ábside es rectangular con contrafuertes. Las bóvedas son de crucería gótica, renovadas entre finales del siglo XV y principios del XVI. Sus arcos torales formeros son de estilo románico. Cuenta con una pila bautismal también románica, de la primera mitad del siglo XIII.
No tiene retablo mayor; únicamente hay un sagrario renacentista. En un retablo clasicista hay una Virgen del siglo XVI y, en otro barroco, un San Juan Bautista y un San Sebastián del siglo XVI.

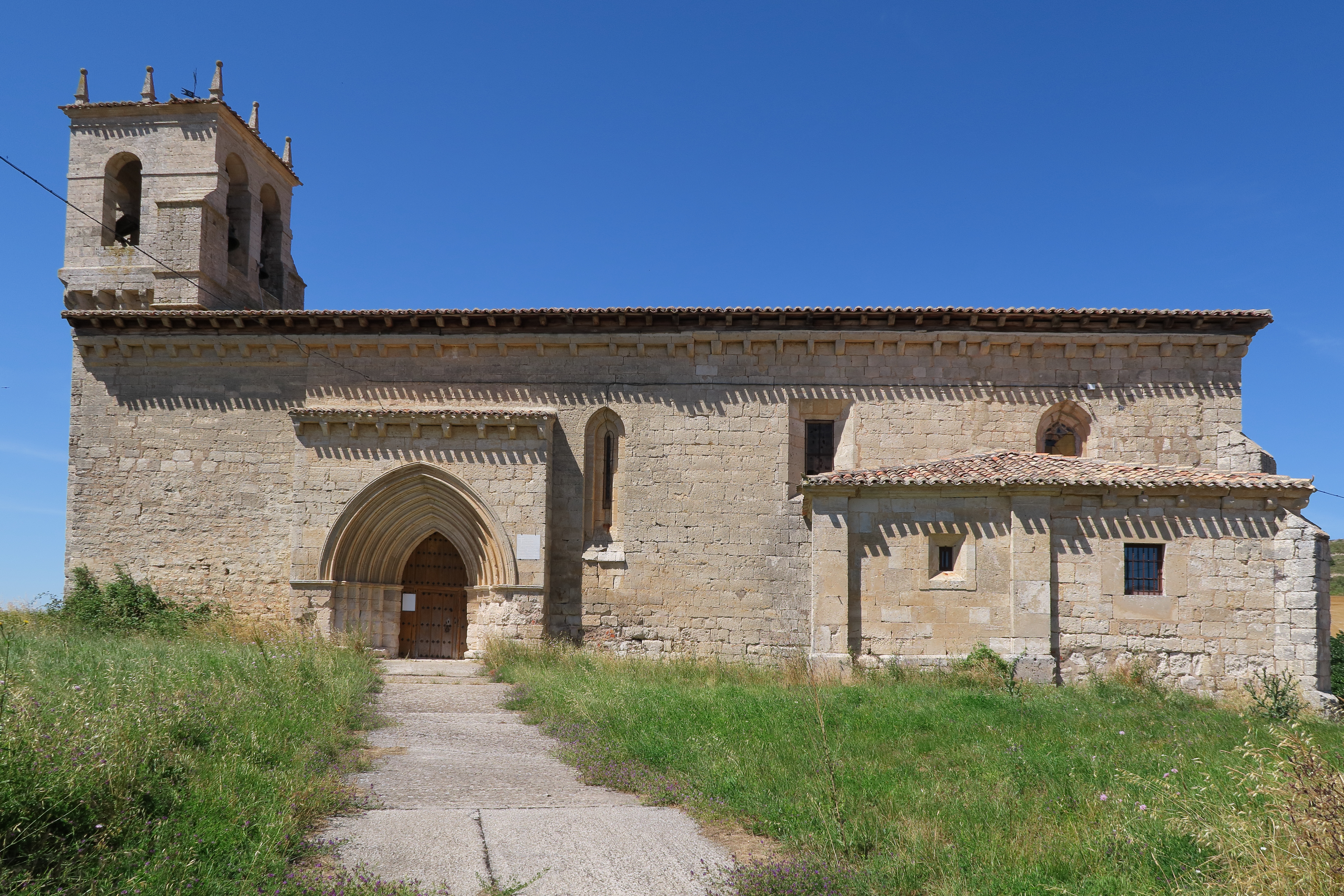
Iglesia de Nuestra Señora de la Asunción

A los pies de las naves cuenta con una torre almenada cuadrada, que comparte rasgos con la torre del pueblo. El último cuerpo es más ancho, ya que sobre la torre almenada original se construyó posteriormente el campanario, con remate de pináculos-polas, con cuatro huecos y dos campanas. La sacristía está adosada a la iglesia. El atrio está cercado con un muro de piedra en un estado de conservación muy mejorable.

### Ermita de San Vitores
Desaparecida. La tradición oral la ubicaba en el término de El Horno. La imagen de San Vitores se conserva en la iglesia parroquial del pueblo.

### Fuentes

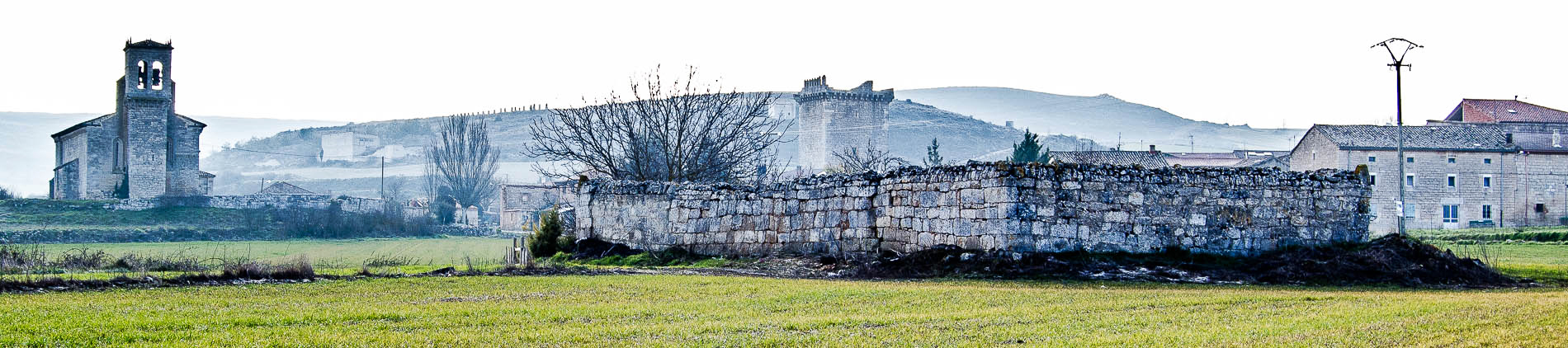
Cementerio, iglesia y torre.

## Despoblados

### El Hospital
De ocupación bajomedieval, la tradición oral señala en esta zona la existencia de un antiguo hospital y un pueblo. Se evidencia por el hallazgo de restos constructivos (teja, ladrillo macizo, sillares) y de abundancia de restos de cerámica.

### San Cristóbal
Ubicado entre los arroyos Fuentemalú y Fuentezarza. Tuvo una ocupación tardorromana (villae) y después bajomedieval cristiana. Se han encontrado restos de tégula, teja curva, piedra caliza, cerámica común y sigillata y producciones vidriadas. La tradición oral señala la existencia de este antiguo poblado en este término.

## Ocio

### Sendero de los Torreones
Es un sendero señalizado, de 16 km y 230 m de desnivel.

### Semana cultural
Desde el año 2011 se celebra en el mes de agosto, coincidiendo con las fiestas de Villadiego, una semana cultural con diversas actividades culturales y lúdico-festivas.